# إغناسي بوتوسكي
الكونت رومان إغناسي بوتوسكي، والمعروف عمومًا باسم إغناسي بوتوسكي (1750–1809)، هو أحد النبلاء البولنديين، وعضو في عائلة بوتوسكي ذات النفوذ، ومالك قريتي كليمنتوفيتسه وأوليشين (بالقرب من كوروف)، وسياسي، وكاتب، وشاغل منصب. عمل مارشالًا في المجلس الدائم في الفترة الممتدة من عام 1778 إلى 1782، وكاتب ليتوانيا الكبير منذ عام 1773، وكاتب محكمة ليتوانيا منذ عام 1783، ومارشال ليتوانيا الكبير من 16 أبريل عام 1791 إلى 1794.
كان ناشطًا تعليميًا، وعضوًا في لجنة التعليم الوطني، وصاحب مبادرة ورئيسًا لجمعية الكتب المدرسية الابتدائية. كان معارضًا للملك ستانيسواف أغسطس بونياتوفسكي في سبعينيات وثمانينيات القرن الثامن عشر، وشخصية رئيسية في السياسة البولندية في ذلك العصر. كان زعيمًا للحزب الوطني وحركة الإصلاح خلال فترة مجلس السيم العظيم، وفي نهاية المطاف، أيد الملك في العديد من مشاريع الإصلاح. ساهم في إقامة تحالف مع بروسيا في عام 1790، وهو من المدافعين عن التوجه البروسي. شارك في تأليف الدستور الصادر في 3 مايو عام 1791.

## حياته

### فترة الشباب
وُلد بوتوسكي في مدينة رادزي في 28 فبراير عام 1750 في عائلة بوتوسكي ذات النفوذ الكبير، وهو ابن يوستاخي بوتوسكي وماريانا كونتسكا، وشقيق جيرزي ميخال بوتوسكي ويان نيبوموسين إريك بوتوسكي وستانيسواف كونتسكا بوتوسكي.
تخرج بوتوسكي من مدرسة كوليغيوم نوبيليوم في وارسو، حيث كان طالبًا في الفترة الممتدة من عام 1761 إلى 1765. درس الإلهيات والقانون في روما منذ عام 1765، والتحق بكوليغيوم نازارينوم في عام 1769 تقريبًا. أراد له والداه الانضمام إلى صفوف رجال الدين، لكنه رفض اتباع هذا المسار. بعد السفر عبر إيطاليا وألمانيا، وعاد إلى بولندا نحو عام 1771. تزوج إليزبيتا لوبوميرسكا في 27 ديسمبر عام 1772. جعل منه هذا الزواج مقربًا لفصيلة فاميليا السياسية. في وقت مبكر من عام 1772، خلف بوتوسكي انطباعًا كبيرًا لدى العديد من معاصريه، وتهيأ ليصبح زعيم حزب فاميليا التالي. دُعي إلى عشاء يوم الخميس الذي كان يقيمه الملك ستانيسواف أغسطس بونياتوفسكي في عام 1772.

### مسيرته السياسية
بصفته عضوًا (1772- 1791) في لجنة التعليم الوطني البولندية -أول وزارة تعليمية في العالم-، كان صاحب مبادرة جمعية الكتب المدرسية الابتدائية ورئيسها (تأسست في عام 1775). ترأس عملية ترميم مكتبة زاووسكي (في عام 1774). وساهم في تطوير العديد من المشاريع، مثل منهج التاريخ. في عام 1781، استعرض أعمال هوغو كوونتاي وأيدها في أكاديمية كراكوف. وحصل على لقب باكاواز (حائز على شهادة البكالوريوس، ومدرس) لانخراطه في المشاريع التعليمية. لم تتقلص مشاركته في الإصلاحات التعليمية سوى في عهد السيم العظيم (1788-1792)، إذ انخرط على نحو متزايد في برنامج الإصلاح الأوسع نطاقًا.
في 29 مايو عام 1773، تسلم مكتب كاتب ليتوانيا الكبير، وهو منصب متدنٍ نسبيًا، إذ نظر له البعض على أنه ذو مستوى أدنى من نفوذ أسرة بوتوسكي. شارك في تجزئة مجلس السيم منذ عام 1773، وانضم إلى عدة لجان. عندما رأى نفسه معارضًا للملك، رفض مقعدًا في المجلس الدائم الذي عُرض عليه في مارس من عام 1774. حاول الملك كسب رضاه بأمر القديس ستانيسلاوس في 14 يوليو من ذلك العام، لكنه لم ينجح في ضم بوتوسكي إلى جانبه. بدلًا من ذلك، أصبح واحدًا من كبار المنتقدين والمعارضين السياسيين للملك، طيلة العقد ونصف العقد التاليين، وفي عام 1776، ذهب إلى موسكو ليناقش، دون جدوى، مسألة الحد من قوة الملك والسفير الروسي أوتو ماغنوس فون ستاكلبرغ. في وقت لاحق من ذلك العام، كان انتخابه لمجلس السيم محل خلاف، وتمكن الملك وستاكلبرغ من إعاقة انتخابه. بيد أنه في عام 1778، سمح له الخلاف المتنامي بين الملك وستاكلبرغ بتولي رئاسة مارشال مجلس السيم في المجلس الدائم، بواسطة المناورات السياسية. في ذلك العام أيضًا، أصبح فارس نيشان النسر الأبيض.
في عام 1779 انضم بوتوسكي إلى الماسونية، وبحلول عام 1780 ترقى ليصبح رئيس المحفل الماسوني. أصبح بحكم الأمر الواقع رئيس حزب «فاميليا»، والمعارضة المناهضة للملكية (خلفًا للزعيم السابق، ستانيسواف لوبوميرسكي، بعد وفاته في عام 1783). توفيت زوجته في ذلك العام بشكل مفاجئ. خلال رحلة إلى إيطاليا وفرنسا، غيابيًا، أدى نفوذ حزب فاميليا إلى تعيينه في منصب مارشال المحكمة في ليتوانيا. استمر في معارضة مشاريع ملكية مختلفة في مجلس السيم لعامي 1784 و1786. في عام 1785، فقد بعض الاعتبار لضلوعه في قضية دوغروموفا، والتي اتُّهم الملك فيها زورًا بالتحريض على محاولة تسميم.
اتجه إلى تفضيل التحالف مع مملكة بروسيا بسبب خيبة أمله من عدم تأييد روسيا لأي إصلاحات جادة في بولندا. على الرغم من أن هذا أدى إلى انشقاق المعارضة المناهضة للملكية، لكنه اعتُبر زعيم المعارضة (الحزب الوطني) عندما استُحدث مجلس السيم العظيم في عام 1788. بعد بعض المناورات السياسية الأولية، بدأت مسائل توثيق العلاقة مع بروسيا (والتي تمخض عنها التحالف البولندي البروسي في نهاية المطاف)، والإصلاح الرئيسي للحكومة، وانخرط في كلا الأمرين بشكل وثيق، وتسارعت وتيرتها في عام 1789. في البداية، وفي ظل دعم أكثر من شكل جمهوري من أشكال الحكومة، كان الواقع السياسي (مثل انتصار الفصيل الملكي في انتخابات عام 1790) سببًا في قبوله لنهج ملكي أكثر دستورية. في عام 1790، بدأ الملك وبوتوسكي بالانجراف نحو بعضهما البعض، وذلك بوساطة الكاهن سكيبيون بياتواي، وعملا على مشروع وثيقة لتصبح في النهاية دستور 3 مايو عام 1791. يُعتبر أحد كبار واضعي تلك الوثيقة إلى جانب بونياتوفسكي وكوتاي وبياتواي، وأيد شبه الانقلاب الذي أُقر في الدستور في 3 مايو عام 1791.
في 17 مايو عام 1791، اضطر إلى الاستقالة من منصبه في لجنة التعليم الوطني ليشغل منصبًا (وزير الشرطة) في الحكومة الجديدة، حماة القانون. منذ مارس عام 1792 تولى منصب وزير الحرب أيضًا. وأثناء الحرب البولندية الروسية للدفاع عن الدستور في عام 1792، وذهب في بعثة دبلوماسية فاشلة إلى برلين لطلب المساعدة من الحكومة البروسية. في 4 يوليو عام 1792، تسبب اكتئاب مفاجئ في استقالته من منصبه الوزاري. كان معارضًا صريحًا لكونفدرالية تارغوفيتسكا، ويُرجح أنه مؤلف كتيّب معاداة تارغوفيتسكا مجهول الهوية، وطلبت منه الحكومة الروسية تحديدًا عدم المشاركة في المفاوضات، ورفض الانضمام إلى كونفدرالية تارغوفيتسكا، حتى بعد انضمام بونياتوفسكي له.